# ハヤシレーシング
ハヤシレーシング（Hayashi Racing）は、大阪府東大阪市に本社を置くアルミホイールを中心とした自動車部品・用品の販売会社。

## 概要
大阪府東大阪市にてハヤシカーショップを営んでいた林将一（林みのるの従兄弟）が、1969年に富士スピードウェイで開催されていた日本グランプリGPIIクラスへ参加すべく、オートバックスの前身である富士ドライブショップがエントラントとなりレーシングカーの委託製造を行ったことが事業の源流となっている。このときに製作したレーシングカー用のホイールを一般向けに展開した「ハヤシストリート」のヒットを得て本格的なアルミホイール製造にも参入している。以降東大阪を拠点にジュニア・フォーミュラや日本グランプリ向けにレーシングカーの製造・供給を行った。
1977年に鈴鹿サーキットの近郊へスズカ工場を設立し、レーシングカー製造事業の強化が図られた。高橋徹、小河等などはハヤシに勤務しながらレースに参戦していた時期がある。またエンドレスアドバンス創業者の花里功も、レース活動時に当社のガレージを一時間借りしていた。
1985年にレーシングカー製造部門を東京アールアンドデーに売却し、レーシングカー製造から撤退。以降はアルミホイールの製造が中心となる。